# 化學超男子
CHEMISTRY（化學超男子）是日本的一對R&B雙人組合，成員為堂珍嘉邦和川畑要。所屬唱片公司是SME系列的DefSTAR Records。所屬事務所是Sony Music Artists。
於東京電視台的選秀節目《五花八門淺草橋》（ASAYAN）中，通過種種難關，在全日本19100參賽者中脫穎而出的兩位歌手組成。據聞因兩人的聲音被期待為「音樂的化學反應」，故被該團體的製作人松尾潔起名「CHEMISTRY」。
曾和Sowelu在2002年世界盃足球賽代表日本，一同擔任跨國組成的限定組合「Voices of KOREA／JAPAN」中的成員，演唱2002世界盃足球賽主題曲「Let's Get Together Now」。
在2012年成軍10周年時，宣布將各自專注在自身的演藝與音樂活動而休止團體活動。2017年，恢復團體活動。

## 成員
- 川畑要（1979年1月28日-）

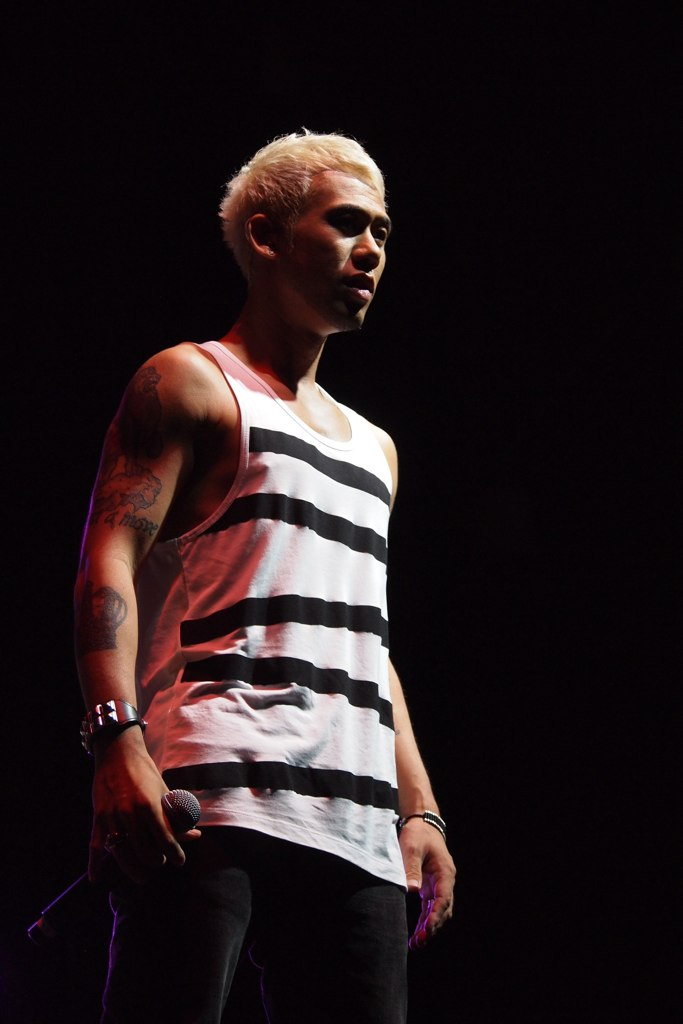
川畑要

東京都葛飾區出身。葛飾區立龜有中學畢業。18，19歲左右真正地立志成為歌手。選拔前從事建築相關聯的工作，但並未接受正規的流行音樂訓練。2008年3月6日，與演出了「This Night」的PV的模特兒的高橋美紀結婚，同年9月17日長女誕生。2013年5月3日離婚。
- 堂珍嘉邦（1978年11月17日-）

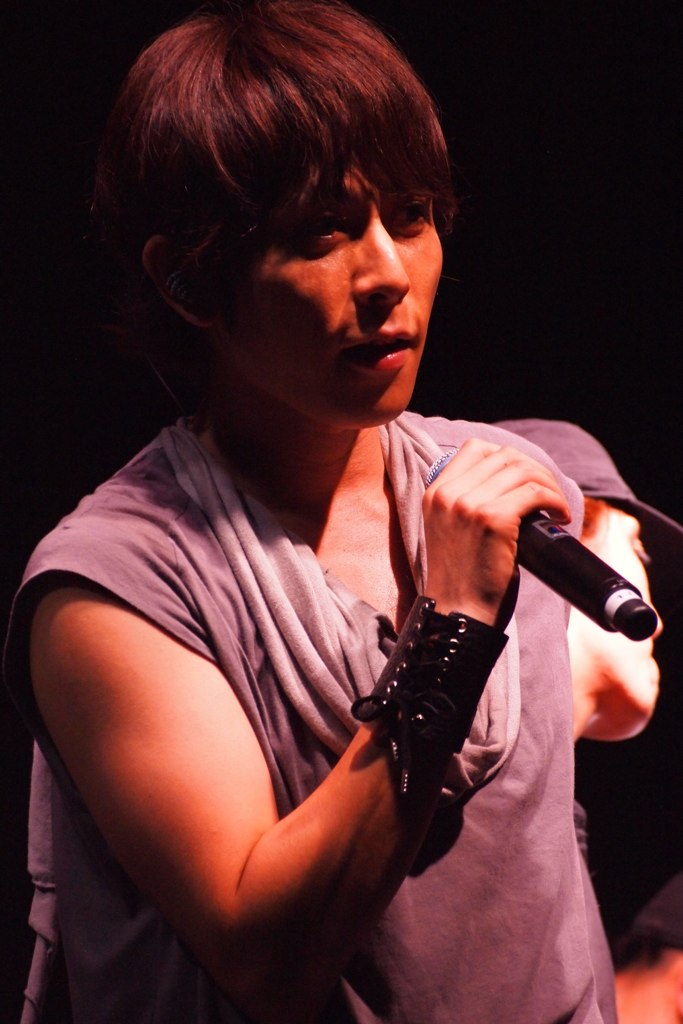
堂珍嘉邦

廣島縣高田郡八千代町(現在的安藝高田市)出身。廣島縣新庄高中畢業。高中在校時真正地立志成為歌手。高中畢業後，曾為新廣島電視(富士電視台系列)工作，也在廣島市民棒球場當警備員(保全)，因外型俊俏一度成為服裝雜誌的模特兒，同時在演藝公司的安排下接受流行音樂訓練。2004年6月1日與森田敦子結婚，育有五名孩子。2009年，在電影『盛夏的獵戶座』首次演出電影。2018年年底登記離婚。

## 出道經過
1999年東京電視台選秀節目『ASAYAN』與Sony Music Entertainment合作展開了「男子Vocalist」選拔計劃 。二人在大阪通過初次審查，經過種種難關，在美國亞特蘭大、紐約經過Vocal強化集訓，進入最後選拔。當時，EXILE的ATSUSHI，NESMITH也進入了最後選拔。2000年12月15日，選拔的最後一環，以發售單曲「最後之晚」的銷量成績為終審 (當時的名義是「ASAYAN超男子。川畑·堂珍」)，Oricon首次登場第9位。2001年1月1日，最後選出川畑和堂珍出道成為R&B雙人組合。在2001年1月21日的廣播中被松尾潔正式起名為CHEMISTRY。

## 作品列表

### 團體時期

#### 單曲
（發售日 / 作詞者名・作曲者名・編曲者名）
1. （2001年3月7日 / 麻生哲朗・藤本和則・藤本和則）
2. [Point of No Return/君をさがしてた 〜The Wedding Song〜] 错误：{{Lang}}：无效参数：|3=（帮助）（2001年6月6日 / 麻生哲朗・藤本和則・藤本和則）
3. （2001年10月11日 / 小山内舞・豊島吉宏・Maestro-T）
4. （2002年5月9日 / 川口大輔・川口大輔・Natalie Wilson & Jack Russel）
5. （2002年7月17日 / 立田野純・YANAGIMAN＆松尾潔・I.S.O.）
6. [It Takes Two] 错误：{{Lang}}：无效参数：|3=（帮助）（2002年11月13日 / 小山内舞・和田昌哉・Larry Gold＆和田昌哉。／麻生哲朗・藤本和則・藤本和則／立田野純・鷺巣詩郎・鷺巣詩郎）
7. （2002年12月18日 / 小山内舞＆S.O.S.・S.O.S.・S.O.S.）
8. [アシタヘカエル/Us] 错误：{{Lang}}：无效参数：|3=（帮助）（2003年8月6日 / 麻生哲朗・ハマモトヒロユキ・河野伸／関陽子・松浦晃久・河野伸）
9. [YOUR NAME NEVER GONE/Now or Never/You Got Me] 错误：{{Lang}}：无效参数：|3=（帮助） （2003年11月19日 / 麻生哲朗・SPANOVA・森俊之／m-flo＆CHEMISTRY・m-flo・m-flo／角田誠・DAICHI・森俊之）
10. （2004年2月4日 / Juve・為岡そのみ・益田トッシュ）
11. [mirage in blue/いとしい人(Single Ver.)] 错误：{{Lang}}：无效参数：|3=（帮助）（2004年7月7日 / 浅田信一・Kazuya(GOOD LOVIN')・U-SKE／堂珍嘉邦・SPANOVA・SPANOVA）
12. （2004年10月27日 / 佐々木圭一・SPANOVA・河野伸）
13. （2004年12月1日 / Juve・為岡そのみ・村山晋一郎）
14. （2005年2月23日 / 秦建日子・市川淳・河野伸）(日本電視台連續劇《魚乾女又怎樣》主題曲)
15. （2005年7月27日 / 森雪之丞・谷口尚久＆葛谷葉子・谷口尚久）(鋼彈Seed Destiny 4th片頭曲)
16. （2005年11月2日 / H.U.B.・小田原友洋＆大智・長岡成貢）
17. （2006年10月4日 / 槇原敬之・槇原敬之・槇原敬之）
18. （2006年11月1日 / 麻生哲郎・谷口尚久・谷口尚久）
19. [Top of the World (CHEMISTRY)] 错误：{{Lang}}：无效参数：|3=（帮助）（ベストアルバムのリカットシングル。2006年12月6日 / 小山内舞・JIN NAKAMURA・JIN NAKAMURA）
20. （2007年4月25日 / 谷口尚久・谷口尚久・CHOKKAKU）
21. （2007年8月1日 / 谷口尚久・谷口尚久・Tomokazu"T.O.M"Matsuzawa）
22. （2007年10月24日 / 秋元康・井上ヨシマサ・CHOKKAKU）
23. （2007年12月5日 / Blaise、Maynard、tax、DICK・Blaise Plant、Maynard Plant・CHOKKAKU）
24. [Life goes on] 错误：{{Lang}}：无效参数：|3=（帮助）（2008年8月20日 / 川畑要、堂珍嘉邦、谷口尚久・川畑要、堂珍嘉邦、谷口尚久）『西洋古董洋菓子店～アンティーク～』片頭曲。
25. （2008年11月5日 / 田中花乃・山本加津彦・塩川満己）
26. （2009年2月18日）
27. （2009年11月4日）
28. （2010年1月27日 / ・Jonas Myrin、Peter Kvint、・）（《鋼之鍊金術師 BROTHERHOOD》4th片頭曲）
29. （2010年8月18日）
30. （2010年11月3日）
31. （2011年2月16日）
32. （2011年3月2日）（《機動戰士鋼彈UC》第三集片尾曲）
33. （2011年8月10日）
34. （2011年11月30日）
35. （2017年11月15日）（Windy為《將國之鷲星》2nd片尾曲）
36. （2018年6月20日）
37. （2019年2月13日）
38. （2019年8月21日）
39. （2023年3月8日）

#### 正規專輯
1. The Way We Are （2001年11月7日）
2. Second to None （2003年1月8日）
3. One×One （2004年2月18日）
4. fo(u)r （2005年11月16日）
5. Face to Face （2008年1月30日）
6. Regeneration （2010年2月24日）
7. Trinity （2012年1月25日）
8. CHEMISTRY （2019年9月25日）

#### 迷你專輯
1. Blue CHEMISTRY （2024年3月6日）

#### 概念專輯
- Between the Lines（2003年6月18日）
- Hot Chemistry（2005年1月26日）
- Winter of Love（2008年11月19日）
- the Chemistry joint album（2009年3月11日）

#### 混音專輯
- Re:fo(u)rm （2006年8月9日）

#### 精選輯
- ALL THE BEST（2006年11月22日）
- CHEMISTRY 2001-2011（2011年3月2日）
- はじめてのCHEMISTRY（2019年2月13日）
- The Best & More 2001~ 2022（2022年2月16日）

#### 影音實況
- R.A.W.～respect and wisdom～Chemistry ACOUSTIC LIVE 2002 （2002年4月10日）
- Chemistry THE VIDEOS:2001-2002～What You See Is What You Get～ （2003年2月14日）
- Two as We Stand～Live and Documentary 2002-2003～ （2003年9月10日）
- Chemistry in SUNTORY HALL～響～ （2005年1月26日）
- Chemistry THE VIDEOS:2003-2006～We Sing,Therefore We Are～ （2006年8月9日）
- Chemistry 2006 TOUR fo(u)r （2006年11月22日）
- Chemistry 2008 TOUR "Face to Face" （2008年11月19日）
- Chemistry THE VIDEOS:2006-2008 （2009年3月11日）
- Chemistry 2010 TOUR regeneration  （2010年11月3日）
- 10th Anniversary Tour -neon- （2011年12月21日）
- CHEMISTRY TOUR 2012 -Trinity-  （2012年11月21日）
- 10th Anniversary Tour -neon- at さいたまスーパーアリーナ 2011.07.10 [SING for ONE ～Best Live Selection～]  （2020年12月23日）
- CHEMISTRY THE VIDEOS ：2009-2019 （2021年2月10日）
- CHEMISTRY Premium Symphonic Concert 2022 （2022年11月2日）

### 堂珍嘉邦時期

#### 正規專輯
- OUT THE BOX（2013年2月27日）
- Bronze Caravan（2017年2月22日）

#### 迷你專輯
- VOWS（2015年10月21日）
- BETWEEN SLEEP AND AWAKE（2024年11月6日）

#### 影音實況
- 堂珍嘉邦 TOUR 2013 "OUT THE BOX" at Zepp DiverCity Tokyo（2013年7月10日）
- 堂珍嘉邦 TOUR 2014 " Bronze Caravan" at Zepp DiverCity TOKYO （2014年10月22日）
- 堂珍嘉邦 LIVE 2020 "Now What Can I see ? - Drunk Garden -" at Nihonbashi Mitsui Hall（2021年6月30日）
- 堂珍嘉邦 LIVE 2022 "Now What Can I see? -Drunk Garden at Nihonbashi Mitsu Hall（2023年11月17日）
- 堂珍嘉邦 LIVE 2024" Billboard LIVE" at OSAKA（2024年11月6日）

#### 單曲
- Shout/hummingbird（2012年11月14日）
- handle me right（2013年02月06日）
- Euphoria（2013年07月10日）
- 醒めながら见る梦（2014年5月14日）
- Halo / You & I（2015年09月02日）
- BIRDY（2015年10月21日）
- 愛的苦苦等候 / My Angel（2021年4月7日）

### 川畑要時期

#### 正規專輯
- ON THE WAY HOME（2014年12月10日）

#### 單曲
- かまわない（2015年10月14日）
- Make It Happen（2018年12月16日）
- Oh! Oh!（2019年5月22日）
- Crossroads（2020年11月7日）
- FLASH BACK（2020年12月31日）
- NO LIMIT（2021年3月15日）
- Midnight Escape（2023年7月4日）
- Paradise（2023年7月11日）
- Today（2023年7月24日）

## 外部連結
- CHEMISTRY的X（前Twitter）
- YouTube上的CHEMISTRY Official YouTube Channel頻道
- 川畑 要official的X（前Twitter）
- 川畑 要 (CHEMISTRY)的Instagram帳戶
- 堂珍嘉邦OFFICIAL的Facebook專頁
- 堂珍嘉邦_OFFICIAL的X（前Twitter）
- 堂珍嘉邦OFFICIAL的Instagram帳戶